# St. Ulrich am Hollerberg

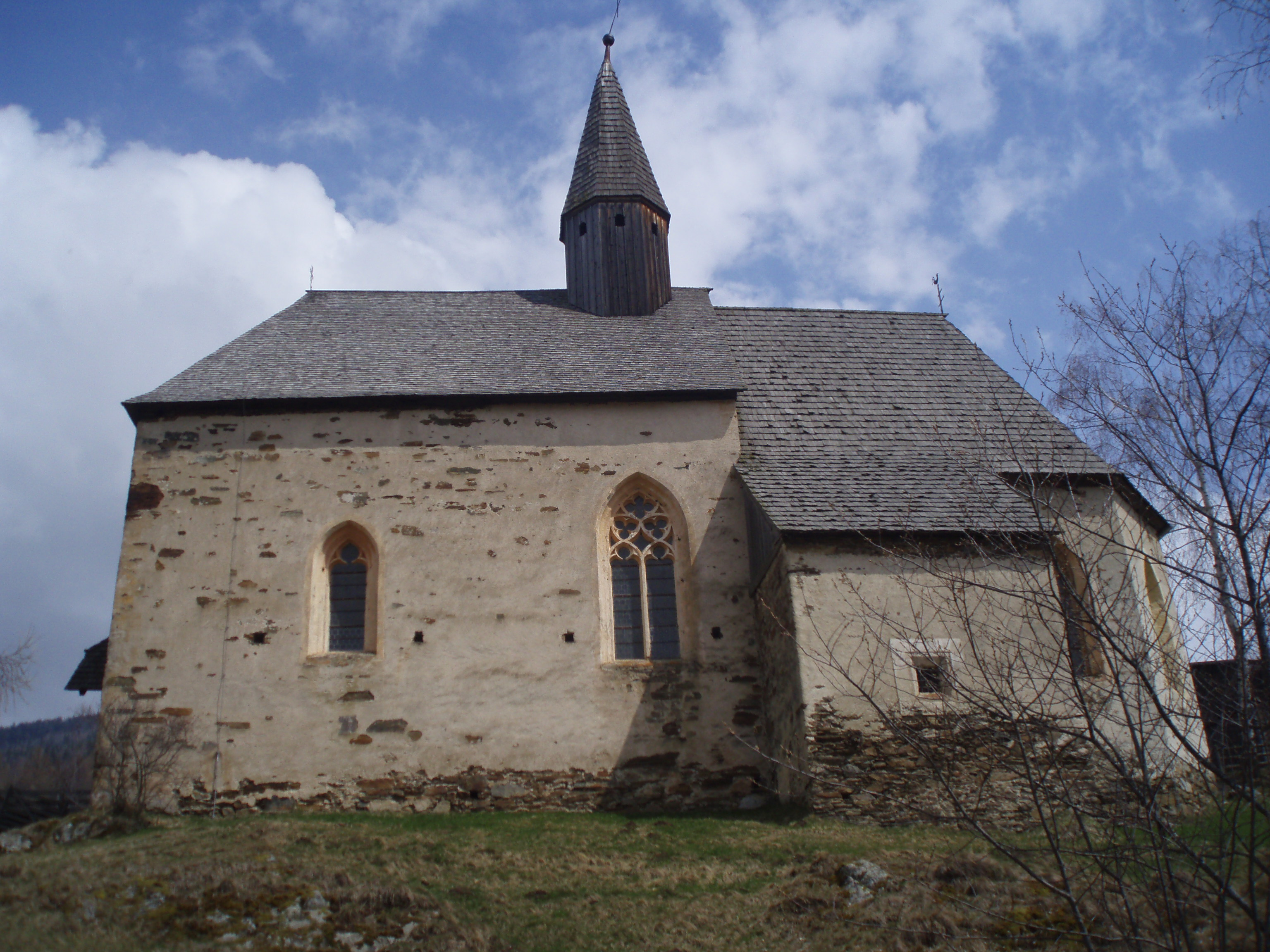
Seitenansicht von Südwesten

Die Kirche St. Ulrich am Hollerberg ist eine römisch-katholische Filialkirche in der Gemeinde Krakau in der Steiermark. Die Ulrichskirche der Pfarre Krakauebene stammt aus dem späten 15. Jahrhundert und gehört zum Dekanat Murau in der Diözese Graz-Seckau. Der Bau steht unter Denkmalschutz.

## Standort

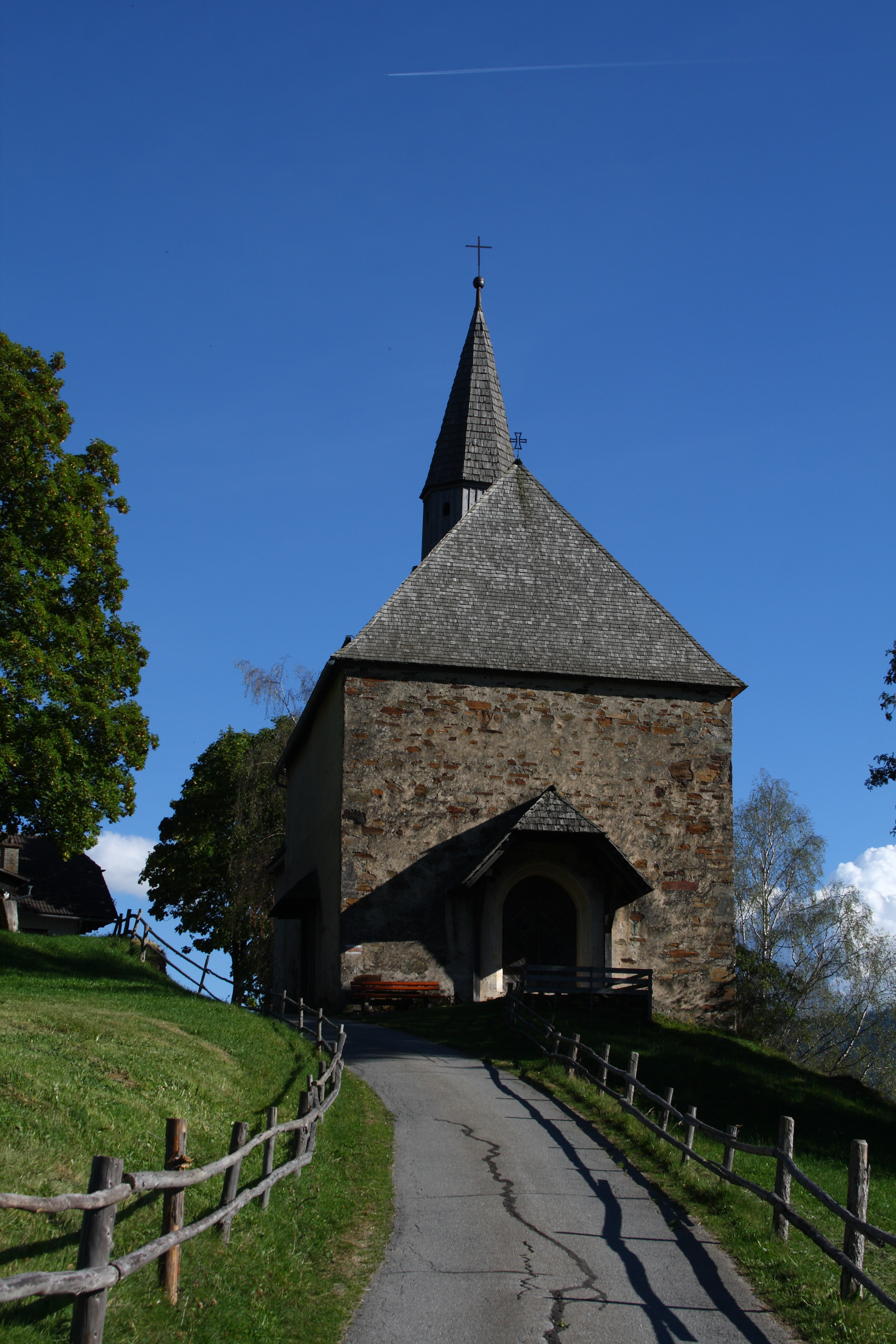
Ansicht von Nordwesten

Die Kirche liegt auf 1314 m ü. A. am Hollerberg an der Südabdachung der Schladminger Tauern im Ortsteil Hintermühlen der Katastralgemeinde Krakauhintermühlen. Der Standort markiert den Eingang ins Etrachtal, ein Seitental des Krakauer Hochtals. Die Kirche thront wenige Meter oberhalb der Gemeindestraße, die Hintermühlen mit dem Etrachsee verbindet. Das Gebäude ist für gewöhnlich abgesperrt, kann aber dennoch jederzeit besichtigt werden. Der Schlüssel ist beim Messner nebenan erhältlich.

## Geschichte
Die dem heiligen Ulrich geweihte Kirche wurde im 15. Jahrhundert als Stiftung des Freisinger Pflegers in Oberwölz, Konrad VIII. aus der Familie der Welzer, erbaut. Als Bauherr trat Ritter Ulrich Welzer, bis 1494 Burggraf auf Rothenfels, in Erscheinung. Die Einweihung fand 1478 statt. 1520 wurde der erste Hochaltar aufgestellt. Bis ins 17. Jahrhundert wurden in der Filialkirche St. Ulrich wie auch in der späteren Pfarrkirche St. Oswald nur jeden zweiten oder dritten Sonntag Messen gelesen, sodass die Bewohner des Krakautals für den wöchentlichen Gottesdienst bis nach Ranten gehen mussten. Aufgrund des entlegenen Standorts und mangelnder Erhaltungsmittel nach Rückzug der Stifterfamilie suchte man bald nach einem Baugrund für eine neue Kirche. Die 1785 durch Josef II. erlassene „Pfarrregulierungsverordnung“ führte dazu, dass Krakauebene 1791 mit Errichtung der neuen Ulrichskirche ein eigenes Vikariat bekam.  Einige Einrichtungsobjekte, darunter der gotische Hochaltar, wurden der neuen Kirche übertragen. In der Folge plante man, die alte Ulrichskirche am Hollerberg abzureißen, doch die heimischen Bauern wehrten sich dagegen und sanierten die Kirche eigenhändig. 1843 wurde dem Kirchlein eine Messlizenz erteilt.

## Beschreibung

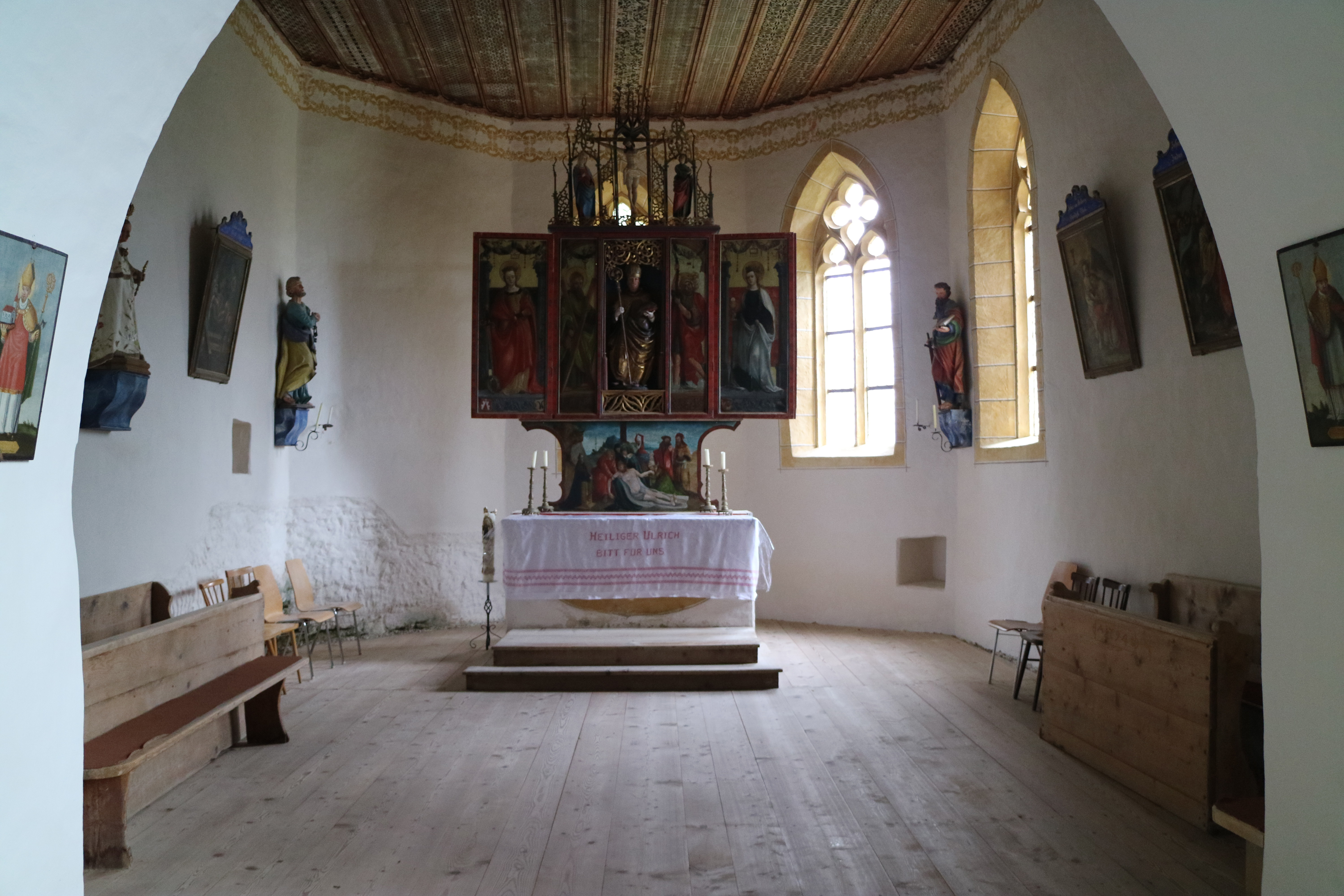
Chor mit Hochaltar

St. Ulrich am Hollerberg wurde im spätgotischen Baustil als simpler Rechteckbau in Bruchsteinmauerwerk mit eingezogenem Chor und hölzernem Dachreiter errichtet. An der Südseite des Chors ist eine kleine  rechteckige Sakristei angebaut. Drei gegen Süden ausgerichtete Spitzbogenfenster erhellen das Innere des Chors. Vom Chor führt ein spitzbogiger Fronbogen in das Kirchenschiff, das an der Südseite über zwei weitere Spitzbogenfenster und an Nord- und Westseite über je ein Eingangstor verfügt. Im Westteil des Gebäudes befindet sich eine hölzerne Orgelempore mit Treppe.
Eine Besonderheit der Kirche sind die bemalten Holzdecken von Chor und Schiff, die aus einfachen Längsbrettern mit zwischengesetzten Leisten bestehen. Die Leisten wurden durch Schablonenmalerei und Schriftbänder reichlich verziert. Neben schlichtem geometrischen Gitterwerk dominieren Fischblasenmaßwerk, feingliedrige Rosetten und Ranken mit Blüten das Erscheinungsbild. Die Charakteristik der kleinteiligen Malerei deutet auf die Ausläufer der Gotik um 1500 hin. Beim Hochaltar handelt es sich um einen spätgotischen Flügelaltar mit Mittelschrein, Predella und Aufsatzgesprenge. Dargestellt ist die Beweinung Christi. Der 1521 fertiggestellte Altar wurde 1741 durch eine Neuschöpfung des Judenburger Bildhauers Balthasar Brandstätter ersetzt. Die Kirchenwände sind ringsum durch Heiligenfiguren und Passionsbilder geschmückt.

## Kraftplatz
Joseph Schnedlitz, der in Krakauhintermühlen einen Gastronomiebetrieb führt, hat zusammen mit einem Geomantie-Experten ein Projekt erarbeitet, das die Kirche als einen von über 60 Kraftplätzen in der Steirischen Krakau ausweist.